# Polarstern
Polarstern (in italiano, stella polare) è una nave rompighiaccio tedesca di ricerca gestita dall'Istituto Alfred Wegener per la ricerca marina e polare con sede a  Bremerhaven. La Polarstern fu commissionata nel 1982 ed è utilizzata principalmente per la ricerca nell'Artide e in Antartide.
La rompighiaccio fu costruita dalla società Howaldtswerke-Deutsche Werft  a Kiel e a Rendsburg. La nave ha una lunghezza di 118 metri (387 piedi) ed è un rompighiaccio a doppio scafo. È operativa a temperature fino a -50 °C. (-58 °F). La nave può rompere il ghiaccio spesso 1,5 m  con una velocità di 5 nodi. Il ghiaccio più spesso fino a 3 m  può essere rotto con lo speronamento.
Dal 20 settembre 2019 all'11 ottobre 2020 la nave è impegnata nella missione di ricerca MOSAiC (Multidisciplinary drifting Observatory for the Study of Arctic Climate), alla quale hanno preso parte 19 nazioni fra le quali Stati Uniti, Cina, Francia e Inghilterra oltre alla stessa Germani, da molti ricercatori definita la più grande spedizione di ricerca nell’Artico della storia. Durante la missione, la nave si è volontariamente lasciata intrappolare dai ghiacci artici, lasciandosi trasportare dalle correnti.
TKMS dovrebbe costruire un nuovo edificio a Wismar entro il 2027.